# Fecsegő csecsebecsék
A Fecsegő csecsebecsék (Les bijoux indiscrets) Denis Diderot frivol regénye. Először 1748-ban jelent meg. Diderot első regénye volt.
Az értelmes erkölcs dicsőítése volt első regénye, a „Fecsegő csecsebecsék”. Különös és nagyon mulatságos könyv ez. Akár pornográfiának is mondható, miközben moralizáló történet. Botrány is volt, siker is volt.
Zima: fogja, olvassa csak, és olvassa el az egészet, a világjáró csecsebecse beszámolóját is; valaki majd csak akad, aki megmagyarázza, anélkül, hogy sértené a maga erényeit; de ez a magyarázó ne legyen sem a lelkiatyja, sem a szeretője.

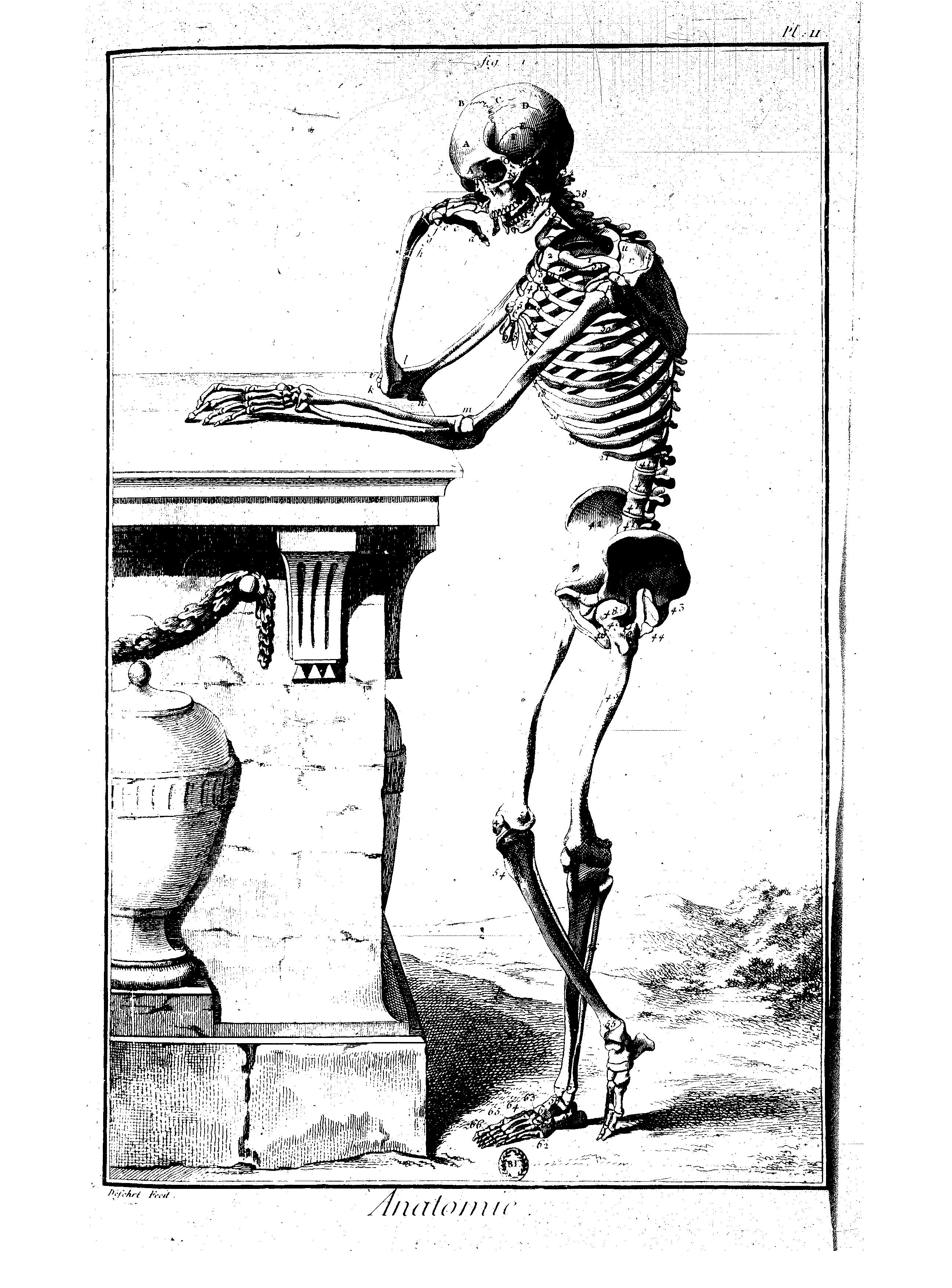

Diderot első regénye egy pikáns, erotikus tartalmú mű. A maga idejében vagy feltűnést keltett, komoly botrányt okozott. Nem véletlenül: a „csecsebecsék” – beszélő, történeteiket mesélő, kommentáló, kibeszélő női nemiszervek. A könyv „főszereplője” egy varázsgyűrű, ami egy keleti uralkodó kezén szó szerint megszólaltatja a közelben levő hölgy lábaközti ékszerét.
A regény tulajdonképpen önálló, pikareszk novellák sorozata, melyekben az író szatirikusan ábrázolja az előkelő világot. Egy varázsgyűrű segítségével feltárulnak az úrinők legintimebb titkai, rejtett szerelmi kalandjai.
Minden olvasó kitalálhatta, hogy a keleti királyság szultánja azonos XV. Lajossal, és Diderot az ő udvarának az erkölcseit állította pellengérre. A király pedig hírhedt nőcsábász volt.

## Magyarul
- Mikor a néma ajkak megszólaltak; ford., bev. Rexa Dezső; Genius, Budapest, 1923
- A drágalátos fecsegők; ford. Rexa Dezső; Genius, Budapest, 1924 (Nagy írók – nagy írások)
- Fecsegő csecsebecsék; ford. Katona Tamás; Európa, Budapest, 1966